# Dănuț Ungureanu (ziarist)
Dănuț Ungureanu (n. 28 octombrie 1958, Calafat) este un scriitor și ziarist român. Ca scriitor este cunoscut mai ales pentru contribuțiile sale în domeniul science fiction-ului.

## Biografie și activitate scriitoricească
S-a născut la 28 octombrie 1958, la Calafat, Dolj. Este absolvent al Facultății de Energetică din București.
Dănuț Ungureanu este membru al Uniunii Scriitorilor din România, membru fondator și primul președinte al Societății Române de Science Fiction și Fantasy.
În 1981 a devenit membru al cenaclului de science-fiction al studenților bucureșteni, „Solaris”, al cărui președinte a fost ales un an mai târziu. Tot în 1981 a obținut primul său premiu național, pentru proză fantastică, la convenția cenaclurilor de anticipație, ROMCON. A câștigat apoi, de-a lungul anilor, numeroase alte premii naționale, iar în 1992 i-a fost decernat Premiul de încurajare al Societății Europene de Science Fiction, la EUROCON, în Germania.
A debutat în 1981, în revista "Știință și Tehnică", cu povestirea "Viață de familie", semnată Dan Ungureanu. A publicat, începând cu 1982 și până în zilele noastre, zeci de povestiri și schițe în volume colective, reviste, almanahuri și antologii. Între revistele care l-au publicat scrierile se numără Știință și tehnică, CPSF Anticipația, Almanahul Anticipația, Jurnalul SF, Orion, Helion, Paradox, Vatra, Quasar, Luceafărul, Fantastica, Neuma etc.
Din 1990 a lucrat în presa scrisă, la ziarul „Tineretul liber”, până în 1997. În această perioadă a publicat numeroase articole, editoriale, reportaje și anchete.
În 1993 a publicat volumul "Marilyn Monroe pe o curbă închisă" (Ed. Adevărul), o selecție celor mai bune texte ale sale în acel moment (volumul a fost re-editat în 2012, de editura Tritonic).
Câteva luni mai târziu, în acelasi an 1993, a publicat romanul "Așteptând în Ghermana" (Ed. Nemira)  re-editat de Eagle Publishing House în anul 2010. (Romanul respectiv s-a aflat în topul celor mai bine vândute cărți Nemira, alături de Horia-Roman Patapievici, Petre Țuțea, Nicu Covaci, Rodica-Ojog Brașoveanu și Ioan Petru Culianu – potrivit articolului „Editurile românești și Internetul”, din „Observatorul cultural” - august 2000). Pentru acest volum i-a fost atribuit în 1993 Premiul națiomal de popularitate, iar în 1994 Premiul I la secțiunea de specialitate a ROMCON.
În 1996 a absolvit cursul de Jurnalism European – Phare training Program, pentru jurnaliști și profesori de jurnalism, Tall Tree Consultancy/ Olanda, cu stagii la Amsterdam și Bruxelles.
În 1997 a făcut parte din echipa de scenariști a serialului radiofonic "Piața rotundă", coordonat de BBC și Uniunea Europeană.
Din 1998 până în 2003 a lucrat la ziarul „Curentul”, pentru care a scris zilnic foiletoane, editoriale, comentarii, reportaje, cronici și anchete.
A scris, individual și în colaborare, sute de scenarii de televiziune pentru grupul umoristic “Vouă”. O culegere a textelor respective a fost publicată în volum, în anul 2004, la Editura Amaltea, cu titlul „Țara lui Papură Vouă”.
Coautor al piesei „O mătușă pierdută”, care a avut premiera și s-a jucat, în stagiunea 2006, la teatrul „C.I. Nottara” din București. Coautor al piesei “Stăpânul ciolanului”, care a avut premiera la Teatrul de comedie București în 2011. Coautor al scenariului de film artistic de lung metraj „Report la categoria fericire”.
Coautor al scenariilor pentru film de lung metraj „Report la categoria fericire” și „Johnny bătăușul”.
În 2007 a publicat volumul de schițe umoristice „Români deja deștepți”, la Casa de editură Mediaon, volum care s-a bucurat de o foarte bună primire din partea cititorilor și de aprecierea criticii literare. În același an a îngrijit volumul "Jurnal de bord", cuprinzând o selecție de texte ale regretatului jurnalist român Dan Goanță.
A publicat în anul 2008 volumul de povestiri fantastice „Basme geostaționare”, la editura Bastion din Timișoara.
În 2010, editura Eagle Publishing House a reeditat romanul ”Așteptând în Ghermana”, în cadrul colecției ”Seniorii imaginației”, o integrală a celor mai bune volume science fiction românești, de la începuturi până în zilele noastre.
În prima parte a lui 2013, s-a alăturat delegației române la Salon du Livre, Paris.
Editura Tritonic a republicat (în ediții revăzute și adăugite) culegerea de povestiri ”Marilyn Monroe pe o curbă închisă” (noiembrie 2012) și volumul de miniaturi ”Români deja deștepți” (iunie 2013). De asemenea, Tritonic a lansat la Târgul de carte Gaudeamus 2013 volumul ”Alți români deja deștepți”.
Cu ocazia împlinirii a douăzeci de ani de la prima ediție, editura Nemira a republicat romanul ”Așteptând în Ghermana”, în cadrul colecției ”Maeștrii SF-ului românesc, relansându-l la Târgul de carte Gaudeamus 2013.
În 2014 a publicat romanele ”Însemnările damei de silicon” (editura Nemira)  și ”Urme de sfinți” (editura Tritonic). Tot în 2014 a publicat, în colaborare cu Marian Truță, romanul ”Vegetal” (editura Nemira), care a fost distins cu premiul ”Ion Hobana”.
În 2015 a publicat romanele ”Viața și faptele haiducului Tănase Vlăsia” (editura Tritonic) și ”Mineral” (editura Nemira, în colaborare cu Marian Truță). Este, de asemenea, prezent cu povestirea ”Flight Over the Silent Mountain” (titlul original ”Zbor de pe muntele liniștit”) în antologia ”Worlds and Beings - Romanian ContemporaryScience-Fiction Stories”, editată de Institutul Cultural Român.
A făcut parte din delegația României prezentă la Târgul Internațional de Carte de la Beijing, China, în luna august a anului 2016.
A fost prezent cu un stand personal la Targul de carte Gaudeamus, ediția 2016, unde editura Fusion21 i-a lansat volumele „Zilliconda - însemnările damei de silicon” (roman, ediția a doua, ilustrată de Ionuț Bănuță, 100 de exemplare cu semnătura autorului; „Anatomic Graffiti” (proză scurtă science-fiction); „Români în vorba goală” (proză scurtă umoristică, ilustrată de Traian Furnea); „Noaptea în oraș, fără părinți” (roman).
La aceeași ediție a Târgului de carte Gaudeamus 2016, a lansat volumul non-fiction „Autor de unul singur - rețete pentru scrierea creativă”, publicat de editura Tritonic.
În 2017, romanul „Noaptea în oraș, fără părinți” a obținul trei premii naționale pentru cel mai bun roman science-fiction: premiul AntareSFest, premiul RomCon și premiul atribuit de SciFi Fest.
În același an, autorului i-a fost decernat Premiul Vladimir Colin „pentru contribuția excepțională adusă fantasticii românești, cu romanele Însemnările damei de silicon și Noaptea în oraș, fără părinți”
A publicat de asemenea în 2017, thrillerul distopic „Luna în orașul blestemat”, pe care l-a lansat la Gaudeamus și în cadrul evenimentului „#frontuldecarte”, creat și organizat de autor la Piața Spania Gallery din București.
În a doua jumătate a anului 2018 a publicat romanul „Conspirația femeilor”.
Un an mai târziu, în 2019, a ieșit de sub tipar romanul „Experimentul Păpușa”, o virulentă satiră politică, incluzând elemente de thriller și fantastic.
A publicat în următorii ani romanele „Ia-le viețile, Angel!” (2020), „Cartea nimicurilor” (2021), „Orgasmul muzei” (2022), „Trei într-o rablă” (2023) toate la editura editura Tritonic și „Gladius - Crimă la Colosseum” (în colaborare cu Marian Truță) la editura Crime Scene Press.
Începând cu anul 2020, a publicat în revista UtopIQa, la rubrica „Universul doi”, o serie de schițe („Malawi, cu capitala la Zomba”, „Pandemie”, „Democrație”, „Teraformare”, „OППОЗИЦИЯ”, „Augumentare”, „Turism spațial”, „Hotarul”, „Lunetistul”, „Povești de adormit copiii”).
De-a lungul anilor, a participat ca invitat la nenumărate evenimente prilejuite de aparițiile sale editoriale, volume personale și colective.
Trăsături specifice ale textelor sale: satiră, urban fiction, realism magic, thriller, science-fiction, fantasy, umor, distopie.

## Volume personale

### Romane
- Așteptând în Ghermana (1993) - editura Nemira, republicat de Eagle Publishing House (2010) în cadrul colecției Integrala science-fiction-ului românesc - Seniorii imaginației și de Nemira Publishing House (2013) în cadrul colecției ”Maeștrii SF-ului românesc”
- Însemnările damei de silicon (2014) - editura Nemira, republicat de editura Fusion21 (2016)
- Urme de sfinți (2014) - editura Tritonic
- Viața și faptele haiducului Tănase Vlăsia (2015) - editura Tritonic
- Noaptea în oraș, fără părinți (2016) - editura Fusion 21
- Luna în orașul blestemat (2017) - editura Tritonic
- Conspirația femeilor (2018) - editura Tritonic
- Experimentul Păpușa (2019) - editura Tritonic
- Ia-le viețile, Angel! (2020) - editura Tritonic
- Cartea nimicurilor (2021) - editura Tritonic
- Orgasmul muzei (2022) - editura Tritonic
- Trei într-o rablă plus Papi (2023) - editura Tritonic
- Fata și Frica (2024) - editura Tritonic

### Volume de schițe și povestiri
- Marlyn Monroe pe o curbă închisă (1993) - editura Adevărul, republicat de editura Tritonic (2012)
- Români deja deștepți (2007) - Casa de editură Mediaon, republicat de editura Tritonic (2013)
- Basme geostaționare (2008) - editura Bastion
- Alți români deja deștepți (2013) - editura Tritonic
- Anatomic graffiti (2016) - editura Fusion21
- Români în vorba goală (2016) - editura Fusion21

### Non-ficțiune
- Autor de unul singur - rețete pentru scrierea creativă (2016) - editura Tritonic

### În colaborare cuMarian Truță
- Vegetal (2014) - editura Nemira - roman
- Mineral (2015) - editura Nemira - roman
- 12 Povestiri Fantastice - editura Tritonic - proză scurtă
- Gladius - Crimă la Colosseum (2023) - editura Crime Scene Press - roman
- Gladius - Misterele Templului (2024) - editura Crime Scene Press - roman

### Antologii, volume colective, reviste
- Revista Paradox (1982) - povestirea „Moartea unui pilot”
- Almanah Anticipația 1984 (1983) - povestirea „Contactul”
- Almanah Anticipația 1984 (1983) - povestirea „Datoria”
- Avertisment pentru liniștea planetei (1985) - editura Albatros, cu povestirea "Generalul"
- O planetă numită anticipație (1985) - editura Junimea, cu povestirea "Obiecte"
- Povestiri despre invențiile mileniului III” (1986) - editura Științifică și Enciclopedică, cu povestirea "La frontierele cunoașterii"
- Povestiri ciberrobotice (1986) - editura Științifică și Enciclopedică, cu povestirea "S.O.S., sentimentele"
- Cosmos XXI - întâmplări dintr-un univers al păcii (1987) - editura Politică, cu povestirea "Ziua învingătorului"
- Cronici microelectronice (1990) - editura Tehnică, cu povestirea "Isidor își asumă riscul"
- La orizont această constelație (1990) - editura Albatros, cu povestirea "Ploi târzii"
- Antologia science-fiction Nemira '94 (1994) - editura Nemira, cu povestirea  "Dragostea la căpușe"
- Țara lui Papură Vouă (2004) - editura Amaltea, scenarii pentru televiziune
- Alte țărmuri (2009) - Societatea Română de Science Fiction și Fantasy, cu povestirea "Ultimul mesaj e veșnicia"
- Balaurul și Miorița (2011) - editura Eagle, cu povestirea „Noi, zeii”
- Anthology of European Speculative Fiction (2013) - ISF Magazine & Europa SF, cu povestirea "Notes from a Dwarf Universe"
- Bing bing, Larisa (2013) - Societatea Română de Science fiction și Fantasy, cu povestirea „Vești dintr-un univers pitic”
- Worlds and Beings - Romanian Contemporary Science-Fiction Stories (2015) - Institutul Cultural Român, cu povestirea ”Flight Over the Silent Mountain”
- 3.1 (2016) - editura Tritonic, cu povestirea „Anatomic graffiti”
- 3.2 (2016) - editura Tritonic, cu povestirile „Dragostea la căpușe” și „Malawi, cu capitala la Zomba”
- Exit - Povestiri de dincolo (2016) - editura Eagle, cu povestirea „Lumină lină”
- Noir de București (2017) - editura Tritonic, cu povestirea „Câteva zile cu Angel”
- Ficțiuni centenare (2018) - editura Pavcon - cu povestirea „În excursie”[5]
- Schițe de iubire (2018) - editura Tritonic, cu povestirea „Poveste de pe strada noastră”
- Antologia prozei românești science-fiction (2018) - editura Paralela 45, cu povestirea „Cronicile oamenilor iridium”
- 1918. Ce-ar fi fost daca...? Istorii contrafactuale (2018) - editura Neuma, cu povestirea „Furtună pe Marea Neagră”
- Castele de nisip (2019) - editura Tritonic, cu povestirea „Rodica din oglindă”
- Sub apa dragonului strâmb (2019) - editura Tritonic, cu povestirea omonimă
- Noir de Brașov (2021) - editura Tritonic, cu povestirea „Balul de demult”
- Noir de Cluj (2022) - editura Tritonic, cu povestirea „Penalty mortal”
- Quadraginta (2022) - editura Pavcon, cu povestirile „Prin pulberea de aripi” și „Soare sub flanșe”
- I A 7 (2022) - editura My best seller, cu povestirea „Terminator Picard”
- Marea despărțire (2023) - editura Tritonic, cu povestirea „Fata de pe trotuar”
- Noir de Crăciun (2024) - editura Tritonic, cu povestirea „Cazul ursulețului de pluș”

## Premii
A obținut numeroase premii la nivel național, între care:
- Premiul II pentru povestire fantastică, „O oră și zece minute”, RomCon, 1981
- Premiul I pentru colaj și scenariu, RomCon, 1982
- Premiul I pentru povestire, RomCon, 1984
- Premiul pentru autor tânăr, Eurocon, Germania, 1992
- Premiul de popularitate pentru romanul „Așteptând în Ghermana”, 1993
- Premiul I la secțiunea de specialitate a ROMCON pentru romanul „Așteptând în Ghermana”, 1994
- Premiul „Ion Hobana", pentru romanul „Vegetal", în colaborare cu Marian Truță, 2014
- Nominalizat la Premiul European Science Fiction Society pentru cel mai bun autor, Eurocon 2015, Sankt Petersburg
- Premiul AntareSFest, pentru cel mai bun roman science-fiction, „Noaptea în oraș, fără părinți”, 2017
- Premiul RomCon, pentru cel mai bun roman science-fiction, „Noaptea în oraș, fără părinți”, 2017
- Premiul SciFi Fest, pentru cel mai bun roman science-fiction, „Noaptea în oraș, fără părinți”, 2017
- Premiul „Vladimir Colin”, „pentru contribuția excepțională adusă fantasticii românești, cu romanele „Însemnările damei de silicon” și „Noaptea în oraș, fără părinți”, 2017
- Premiul „Ion Hobana”, pentru romanul „Luna în orașul blestemat”, 2018